# Arrojarse sobre una granada
Arrojarse sobre una granada se refiere al acto voluntario de cubrir con el propio cuerpo una granada activada, usualmente con el propósito de salvar a los que se encuentran alrededor.
Muchos militares han tomado esta última medida de devoción. Por ejemplo, en la  Segunda Guerra Mundial, en la Isla Bougainville, al sur del Pacífico, el sargento infante de marina estadounidense Herbert Joseph Thomas Jr. se arrojó deliberadamente sobre una granada, muriendo en el acto y salvando a sus compañeros. Un ejemplo más reciente es el del SEAL Michael A. Monsoor, que murió el 29 de septiembre de 2006 en Irak tras de dejarse caer sobre una granada. El 4 de diciembre de 2006, en Bagdad, el especialista Ross A. McGinnis, de diecinueve años de edad, murió instantáneamente cuando usó su cuerpo para cubrir una granada, salvando las vidas de cuatro soldados.
Es posible sobrevivir a semejante acto - se recomienda poner un casco directamente sobre la granada y luego apoyarse sobre éste. La mayoría de las granadas de mano tienen una carga explosiva relativamente pequeña, y los fragmentos que arrojan son lo suficientemente débiles como para ser contenidos por un casco PASGT moderno. En la Batalla de Iwo Jima, Jacklyn H. Lucas puso dos granadas enemigas bajo su casco M1. Lucas sobrevivió, debido a que explotó sólo una de las dos granadas, pero pasó el resto de su vida con más de doscientos fragmentos de metralla en su cuerpo. A pesar de los avances de la tecnología de los cascos, las posibilidades de sobrevivir a esta acción son escasas. El cabo Jason Dunham, del Cuerpo de Marines de los Estados Unidos murió el 22 de abril de 2004 por heridas ocasionadas el 14 de abril, cuando trató de salvar a sus compañeros de una granada usando la técnica del casco. Se le entregó póstumamente la Medalla de Honor por sus acciones. El libro The Gift of Valor, de Michael Phillips, trata sobre Dunham.  
El acto deliberado de dar la propia vida para salvar a otros también es tratado por la filosofía y la psicología evolutiva cuando se discuten conceptos como el altruismo y el egoísmo.

## En la ficción
Este tipo de sacrificio se ha usado en la ficción bélica. Por ejemplo, en un episodio de la serie de televisión M*A*S*H, Luther Rizzo le hace una broma al altanero Charles Winchester dejando caer una granada de entrenamiento sin carga. Para gran sorpresa de Rizzo, Winchester se arroja sobre la granada. Otro caso, lo podemos ver en la película Napola, donde se narra la vida de unos adolescentes que cursan estudios en una academia militar juvenil de élite en Alemania, a mediados de la Segunda Guerra Mundial, y en la que durante unas prácticas, un estudiante decide salvar la vida de sus compañeros tapando literalmente una granada con su propio cuerpo. Evidentemente el joven pierde la vida.